# Khalifah
Một caliphate, khalifah, khilafat hay Triều đại khalip (tiếng Ả Rập: خِلافة khilāfah) là một thể chế nhà nước Hồi giáo được lãnh đạo bởi một lãnh tụ tôn giáo (và thường cả chính trị) tối cao gọi là khalip - nghĩa là "người kế tục", ở đây được hiểu là người kế tục nhà tiên tri Muhammad. Do khalip thường là chúa tể của một đế quốc Hồi giáo, thuật ngữ caliphate trong lịch sử thường dùng để chỉ các đế quốc như vậy ở Trung Đông và Tây Nam Á. Về mặt quan niệm, caliphate đại diện cho sự thống nhất chính trị của toàn thể cộng đồng Hồi giáo dưới sự thống trị của một vị khalip duy nhất; thể chế đó về lý thuyết là một nền cộng hòa lập hiến (hiến pháp ở đây chính là Hiến chương Medina) theo đó người đứng đầu Nhà nước, Khalip là đại diện của dân chúng và phải cai trị dựa trên luật Sharia. Những caliphate đầu tiên là những nền quân chủ bầu cử, nhưng hầu hết về sau đều cha truyền con nối. Có khoảng 8 thể chế caliphate được tuyên bố, bao gồm những đế quốc hùng mạnh như Nhà Omeyyad hay Đế quốc Ottoman.
Trong suốt thời kỳ trung cổ, ba khalifah lớn kế vị nhau: Rashidun Caliphate (632–661), Umayyad khalifah (661–750), Abbasid khalifah (750–1258). Trong triều đại thứ tư, Ottoman khalifah, những người cai trị của Đế chế Ottoman đã tuyên bố quyền lực của caliphal từ năm 1517. Trong suốt lịch sử của Hồi giáo, một số khác Nhà nước Hồi giáo, gần như tất cả chế độ quân chủ cha truyền con nối, chẳng hạn như Vương quốc Hồi giáo Mamluk (Cairo) và Ayyubid khalifah đã tuyên bố là các khalifah.
Trước thời Muhammad, các bộ lạc Ả Rập theo một thuyết đa thần Ả Rập tiền Hồi giáo và sống như những cộng đồng bộ lạc ít vận động và du mục tự quản. Sau các cuộc chinh phục đầu tiên của người Hồi giáo của Muhammad, khu vực này trở nên thống nhất về mặt chính trị theo Hồi giáo.
Vào đầu thế kỷ 21, sau thất bại của mùa xuân Ả Rập và thất bại của "Nhà nước Hồi giáo" tự xưng, đã thấy "một sự nắm bắt rộng lớn về bản sắc Hồi giáo tập thể" của những người Hồi giáo trẻ tuổi và sự hấp dẫn của một khalifah như một "trạng thái Hồi giáo tương lai lý tưởng" đã phát triển mạnh mẽ hơn bao giờ hết.

## Nhà nước Hồi giáo tự xưng
Nhiều chính thể tự nhận mình là một Khalifah (nhà nước Hồi giáo) như
- Nhà nước Hồi giáo Afghanistan
- Nhà nước Hồi giáo Sulu
- Nhà nước Hồi giáo Iraq và Levant (ISIL) vào ngày 29 tháng 6 năm 2014 đã tuyên bố thành lập một Khalifah trên lãnh thổ chiếm đóng của mình, Người lãnh đạo Abu Bakr al-Baghdadi tự cho mình là một Khalip.